# فرودگاه بین‌المللی کچیکان
فرودگاه بین‌المللی کچیکان (به انگلیسی: Ketchikan International Airport) یک فرودگاه همگانی بهره‌برداری هوایی با کد یاتا KTN است که یک باند فرود آسفالت دارد و طول باند آن ۲۲۸۶ متر است. این فرودگاه در شهر کچیکان، آلاسکا کشور ایالات متحده آمریکا قرار دارد و در ارتفاع ۲۷ متری از سطح دریا واقع شده است.

## شرکت‌های هواپیمایی و مقصدهای پروازی

### مسافری
| شرکت‌های هواپیمایی  | مقصدهای پروازی                                                                     |
| ------------------ | ---------------------------------------------------------------------------------- |
| آلاسکا ایرلاینز    | تد استیونز انکوریج، جونو، پیترزبورگ، آلاسکا، سیاتل-تاکوما، سیتکا راکی گوتیز، رانگل |
| دلتا کانکشن        | فصلی: سیاتل-تاکوما                                                                 |
| Island Air Express | کلاووک                                                                             |

Alaska Airlines flies بوئینگ ۷۳۷ کلاسیک and بوئینگ ۷۳۷ نسل بعدی jetliners while Delta Connection اجرا توسط اسکای‌وست flies بمباردیه سی‌آرجی ۷۰۰/۹۰۰ regional jets into the airport. Alaska Airlines' flights includes Boeing 737-400 passenger/cargo Combi aircraft as well as all-cargo Boeing 737-400 jet freighter service.